# Nyodes subfuscata
Nyodes subfuscata là một loài bướm đêm trong họ Noctuidae.